# Народний комісаріат внутрішніх справ Білоруської СРР
Народний комісаріат внутрішніх справ  БСРР (НКВС  БСРР) (рос. Народный комиссариат внутренних дел БССР) — республіканський орган державного управління по боротьбі зі злочинністю та охороні громадського порядку. Брав безпосередню участь у розгортанні та здійсненні масових репресій і вбивств в  БСРР (наприклад, розстріли в Куропатах).

## Історія
Утворений в грудні 1920 року відповідно до змін до Конституції БСРР, прийнятих II Всебілоруським з'їздом Рад. 25 січня 1921 року було затверджено структуру і штат НКВС  БСРР. Центральний апарат НКВС складався з відділів (загального, управління, інформаційно-інструкційного, актів цивільного стану, примусових громадських робіт, кошторисно-фінансового), Головного управління міліції та Департаменту комунального господарства.
26 жовтня 1921 р. було запроваджено нову структуру НКВС  БСРР. Замість існуючих відділів створюється п'ять відділів: організаційно-розпорядчий, Головне управління міліції, управління примусової праці, управління комунальним господарством, управління справами.
Указом Президії ЦВК БСРР від 13 грудня 1922 р . місця ув'язнення були передані НКЮ за розпорядженням Наркомюсту. Відповідно до цього РНК і РНК  БСРР прийняли постанову «Про реорганізацію управління місцями позбавлення волі». Центральний виправно-трудовий відділ (ЦВПА) НКВС  БСРР та його органи були реорганізовані в Головне управління місць позбавлення волі НКВС  БСРР, Управління примусових робіт НКВС  БСРР було ліквідовано.
22 березня 1924 року управління карного розшуку було ліквідоване, а його функції передані Головміліції БСРР. Внаслідок того Головне управління робоче-селянської міліції БСРР переіменоване в Управління міліції та карного розшуку БСРР.
У травні 1927 року структуру апарату НКВС  БСРР було реорганізовано за функціональною системою. Департаменти були перейменовані в інспекції, створено секретаріат і ліквідовано колегію, міліція і карний розшук стали адміністративним управлінням, керівником якого є заступник наркома і начальник карного розшуку. У результаті перетворень апарат НКВС  БСРР набув нової структури: секретаріат, інспекція (з організаційних питань, місць позбавлення волі, комунально-побутового господарства, дорожня, пожежна, республіканська інженерна).
Постановою ЦК СРСР і РНК СРСР «Про ліквідацію наркоматів союзних і автономних республік» від 15 грудня 1930 р . ліквідований.
Вдруге утворено на базі реорганізованого ОДПУ БРСР 13 червня 1934 р. наказом НКВС № 001. До структури НКВС  Білоруської Радянської Соціалістичної Республіки входили відділи (державної безпеки, робітничо-селянської міліції, прикордонної та внутрішньої охорони, пожежної охорони, виправно-трудових таборів)  .

## Наркоми внутрішніх справ
- Станіслав Мертенс(інші мови) - 1921р
- Прокоп Малокович(інші мови) - 1922 - 1923 роки
- Дмитро Чернушевич(інші мови) - березень 1924 - квітень 1925
- Олександр Хацкевич(інші мови) — квітень 1925 — лютий 1926
- Сташевський Олександр(інші мови) — лютий 1926 — 1 вересня 1928
- Роман Пілар - 26 листопада - 17 грудня 1929 року
- Григорій Рапапорт - 17 грудня 1929 - січень 1930
- Леонід Заковський – 15.07.1934 – 10.12.1934
- Ізраїль Ляплевський - 10 грудня 1934 - 28 листопада 1936
- Георгій Малчанов – 28.11.1936 – 03.02.1937
- Борис Берман – 04.03.1937 – 22.05.1938
- Олексій Насєдкін – 22 травня 1938 – 17 грудня 1938 р.
- Лаврентій Цанава – 17 грудня 1938 – 26 лютого 1941 р.
- Олександр Матвєєв – 26.02.1941 – 16.01.1942
- Сергій Бельченко - 30.10.1943 - 26.03.1946

## Поділ
- УНКВС в Барановицькій області створене 2 грудня 1939 року наказом НКВС № 001337 (з 02.11. по 04.12.1939 р. - УДБ Новогрудської обл .)
- УНКВС у Білостоцькій області створене 2 грудня 1939 року наказом НКВС № 001337
- УНКВС у Брестській області створене 2 грудня 1939 року наказом Національного кримінального суду № 001441
- УНКВС у Вілейській області створене 2 грудня 1939 року наказом НКВС № 001337
- УНКВС у Вітебській області створене 17 квітня 1938 року наказом НКВС № 00232
- УНКВС в Гомельській області створене 17 квітня 1938 року наказом НКВС № 00232
- УНКВС в Мінській області створене 17 квітня 1938 року наказом НКВС № 00232
- УНКВС в Могильовській області створене 17 квітня 1938 року наказом НКВС № 00232
- УНКВС в Пінській області створене 2 грудня 1939 року наказом НКВС № 001337
- УНКВС в Поліській області створене 17 квітня 1938 року наказом НКВС № 00232